# Saarepeedi
Saarepeedi – wieś w Estonii, w prowincji Viljandi, w gminie Viljandi. Do 2013 roku siedziba gminy Saarepeedi.